# My Love Is Pink
My Love Is Pink è un singolo del gruppo musicale pop britannico Sugababes, pubblicato il 10 dicembre 2007 dall'etichetta discografica Island. È un singolo promozionale estratto dall'album delle Change.
Venne pubblicato in contemporanea col singolo Change il 10 dicembre 2007 solo per il mercato digitale britannico. La canzone è stata scritta dalle Sugababes insieme a Miranda Cooper, Brian Higgins, Tim Powell, Nick Coler e Lisa Cowling e prodotta da Brian Higgins insieme agli Xenomania.

## Tracce
UK CD
1. My Love Is Pink (Radio Edit)
2. My Love Is Pink (Album Version)
3. My Love Is Pink (Stonebridge Club Mix)

## Classifiche
| Classifiche (2008)           | Posizione raggiunta |
| ---------------------------- | ------------------- |
| Slovakian IFPI Airplay Chart | 51                  |